# Saint-Bonnet-lès-Allier
Saint-Bonnet-lès-Allier is een gemeente in het Franse departement Puy-de-Dôme (regio Auvergne-Rhône-Alpes) en telt 332 inwoners (2004). De plaats maakt deel uit van het arrondissement Clermont-Ferrand.

## Geografie
De oppervlakte van Saint-Bonnet-lès-Allier bedraagt 1,5 km², de bevolkingsdichtheid is 221,3 inwoners per km².
De onderstaande kaart toont de ligging van Saint-Bonnet-lès-Allier met de belangrijkste infrastructuur en aangrenzende gemeenten.

## Demografie
Onderstaande figuur toont het verloop van het inwonertal (bron: INSEE-tellingen).